# Torneo de Ecuador 2018
El Ecuador Open 2018 fue un torneo de tenis que perteneció a la ATP en la categoría de ATP World Tour 250. Fue la 4.ª edición del torneo y se disputó del 5 al 11 de febrero de 2018 sobre la superficie de polvo de ladrillo en el Club Jacarandá Cumbayá. Fue el primer torneo de la temporada que se disputa sobre esta superficie y también el primero de cinco eventos de la gira latinoamericana, también conocida como la "Gira Dorada".

## Distribución de puntos
| Modalidad            | Campeón | Finalista | Semifinales | Cuartos de final | 2ª ronda | 1ª ronda | Clasificados | 2ª ronda de clasificación | 1ª ronda de clasificación |
| Individual masculino | 250     | 165       | 100         | 50               | 25       | 0        | 13           | 7                         | 0                         |
| Dobles masculino     | 250     | 150       | 90          | 45               | 20       | 0        | -            | -                         | -                         |

## Cabezas de serie

### Individuales masculino
| Tenista          | Ranking | Preclasificado |
| Pablo Carreño    | 11      | 1              |
| Albert Ramos     | 21      | 2              |
| Gaël Monfils     | 44      | 3              |
| Paolo Lorenzi    | 46      | 4              |
| Horacio Zeballos | 66      | 5              |
| Víctor Estrella  | 86      | 6              |
| Ivo Karlović     | 90      | 7              |
| Nicolás Jarry    | 95      | 8              |

- Ranking del 29 de enero de 2018.[2]

### Dobles masculino
| Tenista                                     | Ranking | Preclasificado |
| Marcelo Demoliner Purav Raja                | 98      | 1              |
| Treat Huey Philipp Oswald                   | 111     | 2              |
| Santiago González Miguel Ángel Reyes Varela | 127     | 3              |
| Pablo Carreño Guillermo Durán               | 148     | 4              |

## Campeones

### Individual masculino
Roberto Carballés venció a  Albert Ramos por 6-3, 4-6, 6-4

### Dobles masculino
Nicolás Jarry /  Hans Podlipnik vencieron a  Austin Krajicek /  Jackson Withrow por 7-6(8-6), 6-3